# 剝皮

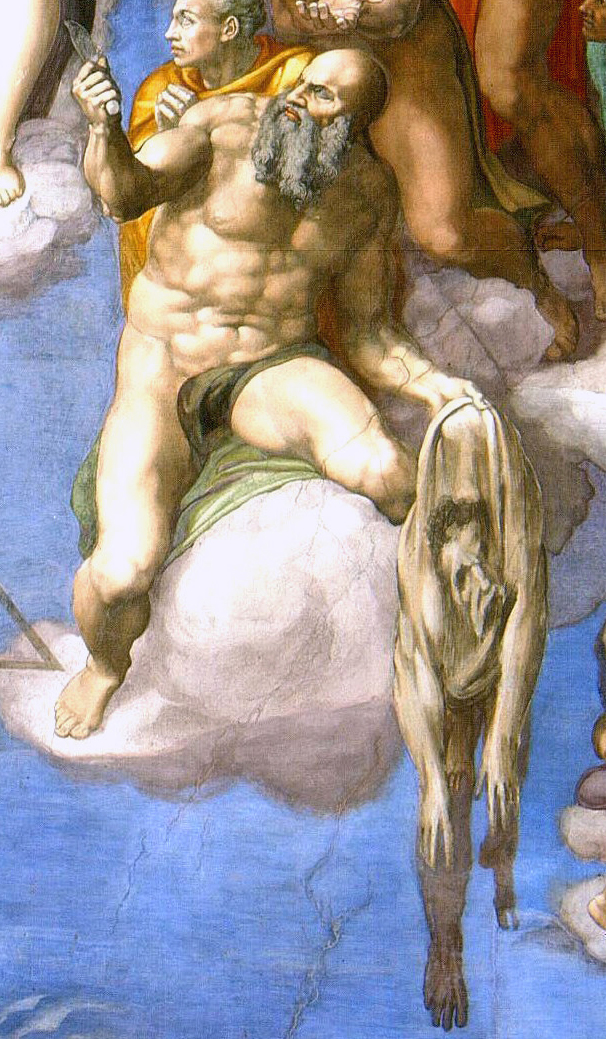
米開蘭基羅的畫作《最後審判》的部份。圖中的聖巴多羅買相傳在被吊死在十字架前被活剝皮。在這幅畫中，復活過來的聖巴多羅買雙手拿着自己的皮膚及用來剝他的皮的剝皮刀。

剝皮指用物理手段将动物的皮肤与其肢体分离，目的是获取毛皮、方便割取皮下的肌肉和骨骼等动物产品、或者方便烹饪肉食。
将人类剥皮也称扒皮，是古代的一種酷刑，不同地區有利用不同的方式剝去受刑者的皮膚。一般來說，剝皮時都會盡可能保持皮的完整。相傳在中國古代，將受刑人身體埋入沙中（只留下頭部），防止掙扎，並在其頭上開個小洞，再將水銀貫入洞裡，水銀的重量會將其皮肉分離，進而取得受刑人的皮。；而在西方社會，會利用一種特別的剝皮刀去把受刑者的皮膚割去。

## 應用範圍
一般動物在為人類使用前，都會先行剝皮，不論是為了取得牠們的毛皮，又或是為了製作標本。
作為刑罰方面，剝皮可以是一種酷刑，又或是一種處決的方式，視乎怎樣為受刑者去皮。
此外，在西方社會的早期現代，亦有因為各種原因而用死者的皮膚製作人皮書的封面。這些原因包括了法律上的原因或宗教上的原因。
在現代，在英國有公司推出使用以自願者死後捐贈的皮膚製成的皮革產品。另外有些具獵奇成分的作品可能會有剝皮的情節出現。

## 歷史
剝皮這種刑罰的歷史非常久遠。現存最古老的文獻紀錄，發生在美索不達米亞平原的亞述帝國。在當時，國家習慣把戰俘或叛亂者釘在他所居住的城市的城牆，以警效尤。而在中美洲的阿茲特克人，亦有把被選作活人祭的人在死後的皮膚剝下。在中古時的歐洲，有在公眾面前把背叛者的皮膚或血肉割下的刑罰，這種刑罰一直到了17世紀仍然有在法國執行。
在明初，朱元璋立下重典，官員貪污60兩銀子，一律押往府州縣衙門左邊的土地廟，設有「剝皮亭」，處剝皮實草之刑，也就是說：被剝皮者的皮膚還會被填入草料，吊掛在官府，用以警告其他的官員。剝皮時如果讓被剝皮者早死了，又規定：「有即斃者，行刑之人坐死。」（葉子奇《草木子餘錄》）
由於剝皮這種刑罰極為殘暴，所以在民國成立之後就已被廢止。不過，近年仍然有各種醫學研究對屍體進行剝皮處理。有關人皮在2007年曾在中國各地展出，引起高度爭議。

## 參看
- 酷刑 - 死刑
- 人皮書
- 剝皮刀
- 鞭打 - 鞭

## 外部連結
- 1575 Painting: The Flaying of Marsyas, by Titian （页面存档备份，存于）.